# Rune Edberg
Rune Edberg, född 19 juli 1946 i Stockholm, är en svensk arkeolog, författare och journalist.
Han är fil. dr i arkeologi med examen från Stockholms universitet och har varit verksam bland annat vid Sigtuna museum, Södertörns högskola och Stockholms läns museum.
Edberg har publicerat forskningsarbeten om vikingatidens sjöfärder, de förhistoriska förbindelserna mellan Norden och områdena öster om Östersjön samt om det äldsta Sigtuna. Arbetet Vikingaskeppet Ormen Friskes undergång (2004) var den första svenska doktorsavhandlingen med samtidsarkeologisk inriktning. Sedan 2005 är han medlem i redaktionen för Situne Dei – årsskrift för Sigtunaforskning. Han har också publicerat populärvetenskapliga böcker och ett stort antal tidskriftsartiklar. 